# Blishønen
Blishønen er en dansk dokumentarfilm instrueret af Claus Bering.